# Präambel
Präambel (von lateinisch praeambulare „vorangehen“; über mittellateinisch praeambulum „Einleitung“) bezeichnet heute eine meist feierliche, in gehobener Sprache abgefasste Erklärung am Anfang einer Urkunde, insbesondere einer Verfassung oder eines völkerrechtlichen Vertrages. So enthalten das deutsche Grundgesetz, die Bundesverfassung der Schweizerischen Eidgenossenschaft sowie der österreichische Staatsvertrag (1955) eine Präambel. Sie dient heutzutage der Darstellung von Motiven, Absichten und Zwecken ihrer Urheber und gibt den jeweiligen Basiskonsens wieder. In Zeiten der Arbeit an einer europäischen Verfassung ist die Erwähnung eines besonderen religiösen Bezuges beziehungsweise einer invocatio dei im Rahmen der Präambel umstritten.

## Geschichte
Die Zehn Gebote des Alten Testaments der Bibel schon beginnen nicht mit dem ersten Gebot (Ex 20,3 : „Du sollst keine Götter neben mir haben“), sondern mit den Worten „Ich bin der HERR, dein Gott, der dich aus dem Land Ägypten geführt hat“ (Ex 20,2 ). Dadurch wird die Verbindlichkeit des folgenden Gesetzes rechtstheologisch begründet. Dieses Muster kehrt historisch immer wieder. Schon der Codex des Hammurabi (~1700 v. Chr.) verzeichnete eine Präambel, ebenso die Lex Salica (ca. 510), der Sachsenspiegel (ca. 1224), die Goldene Bulle Karls IV. (1356), die Constitutio Criminalis Carolina (Peinliche Gerichtsordnung Karls V., 1532), das Allgemeine Preußische Landrecht (1794), schließlich die Unabhängigkeitserklärung der Vereinigten Staaten und die erste Grundrechteerklärung Virginias (Virginia Declaration of Rights, 1776), die Verfassung der Vereinigten Staaten von 1787 und die Bill of Rights von 1789, die Verfassungen Polens (Verfassung vom 3. Mai 1791) und Frankreichs (Verfassung des 3. September 1791).
Die frühen völkerrechtlichen Verträge leiteten Vorsprüche ein: den Rütlischwur der schweizerischen Stämme (1291), den Ewigen Landfrieden (1495), den Augsburger Religionsfrieden (1555), den Westfälischen Frieden (1648). Auch im privaten Bereich existiert eine Vorspruch-Kultur: Die mittelalterliche Urkunde umfasste zu Beginn standardisiert eine Arenga, die in ihrer Ausgestaltung die Originalität des bezeichneten Ausstellers verbürgte. Insbesondere zur Zeit der römischen Soldatenkaiser um 235–305 erlebte der literarische Vorspruch seine Blüte als rhetorische Kunstform; die literarische Form des Prolog(u)s, insbesondere im antiken Drama ist wohlbekannt, und so gehört die Präambel zum Standardrepertoire der spät- und nachneuzeitlichen Verfassungsgebung.
Inhaltlich dienten die Gesetzespräambeln propagandistischen Zwecken der feudalen Herrscher: In den päpstlichen Dekretalen stand der mit dem Stuhl Petri verbundene Amtsanspruch im Vordergrund, weltlich-absolutistische Herrscher verbanden sich in den Präambeln mit geistlicher Macht und brachten hier auch in den restaurativen Verfassungen des 19. Jahrhunderts ihr Gottesgnadentum zum Ausdruck. In Deutschland unternahm es das nationalsozialistische Regime, den ideologisch fermentierten Präambeln seiner Gesetze über den eigentlichen Gesetzeswortlaut hinaus Geltung zu verschaffen, jedoch wohl ohne nennenswerte Würdigung in Rechtsprechung und Lehre.
Der österreichische Bundespräsident Thomas Klestil weigerte sich im Rahmen der Regierungsverhandlungen 2000 vorerst das vorgeschlagene Kabinett (vor allem einige FPÖ-Minister) anzuloben. Als Kompromiss vereinbarten die Beteiligten erstmals in der Zweiten österreichischen Republik eine Präambel, welche die praktisch designierten Beteiligten zu unterfertigen hatten. Darin bekennt sich die Bundesregierung unter anderem „zu den Prinzipien der pluralistischen Demokratie und der Rechtsstaatlichkeit, wie sie auch in der österreichischen Verfassung verankert sind …“ Schließlich nahm das Kabinett Schüssel I am 4. Februar 2000 seine Arbeit auf. In diesem Fall hatte die Präambel die zweifelhafte Funktion, den Verfassungstext zu bekräftigen sowie Volk, Medien und schließlich die Welt zu beruhigen. Dementsprechend trat ‚Präambel‘ in das Gedächtnis der Umgangssprache.

## Präambeln auf der Ebene des Europarechts
Das europäische Recht besteht aus den Verträgen der Europäischen Gemeinschaften/der Europäischen Union, den auf diesen begründeten Sekundärquellen und den Verträgen des Europarates. Zumindest unter den Primärquellen ist kein Text bekannt, der nicht eine Präambel enthielte, namentlich die Satzung des Europarates 1949 (EuRat), die Europäische Menschenrechtskonvention 1950 (EMRK), der Vertrag zur Gründung der Europäischen Gemeinschaft über Kohle und Stahl 1952 (EGKS), der Vertrag zur Gründung der Europäischen Atomgemeinschaft 1957 (EAG), der Vertrag zur Gründung der Europäischen Gemeinschaft 1957 (EGV) und der Vertrag über die Europäische Union 1992 (EUV) enthalten umfangreiche Vorsprüche. Diese Präambeln enthalten auch die Erwägungsgründe der jeweiligen Rechtsakte und bieten damit Hinweise auf deren authentische Auslegung.
Inhaltlich betonen die Verträge den Willen der Staaten und Völker zum friedlichen Zusammenleben aufgrund gemeinsamer Werte und Interessen, in den ersten Verträgen noch wesentlich idealistischer und euphorischer – EuRat: „geistige und sittliche Werte, die das gemeinsame Erbe der Völker sind“, EMRK: „tiefer Glaube an diese Grundfreiheiten“, EGKS: Weltfriede – als es dann der EAG tut, dessen Präambel sehr auf den Gegenstand der Kernenergie ausgelegt ist, und schließlich der EGV, der sich in seiner Zielsetzung, bei durchaus visionärer Perspektive – „die Grundlagen für einen immer engeren Zusammenschluss der europäischen Völker [zu] schaffen“ –, sehr stark auf die ihm zugrunde liegenden wirtschaftlichen Aspekte konzentriert.
Demgegenüber knüpft der EUV, viel mehr allgemeinpolitischen Inhalts und geprägt vom kürzlichen Fall des Eisernen Vorhangs, wieder an den Stil der Gründerjahre an, schließt seinem „Bekenntnis zu den Grundsätzen der Freiheit, der Demokratie und der Achtung der Menschenrechte und Grundfreiheiten und der Rechtsstaatlichkeit“ jenes zu sozialen Grundrechten, Umweltschutz und Nachhaltigkeit an, avisiert eine Unionsbürgerschaft, Währungsunion und eine gemeinsame Außen-, Sicherheits- und Verteidigungspolitik (GASP). Der Begriff einer Identität Europas findet Gebrauch.
Eine Besonderheit weist der Entwurf des Verfassungsvertrages Europas auf, der durch die komplette Aufnahme der Grundrechtecharta nunmehr über zwei Präambeln verfügt.
Die Rechtsprechung des Europäischen Gerichtshofes (EuGH) zieht die inhaltlichen Aussagen der Präambeln der europäischen Verträge regelmäßig als Auslegungshilfen des Artikel-Rechts heran.